# Меданићи
Меданићи су насеље у Општини Гацко, Република Српска, БиХ.

## Географија
Налазе се 7-8 км сјеверозападно од Гацка, са којим су повезани асфалтним путем. Сам центар села Меданићи се налази на 946 метара надморске висине, координате су 43° 10′ 55" сјеверне географске ширине и 18° 28′ 21" источне географске дужине. Меданићи граниче са Срђевићима, Рудим Пољем, Наданићима и Луковицама, а од свих ових села највише гравитирају Наданићима гдје се налази петогодишња основна школа „Свети Сава“ и Црква Светог Пророка Илије. Меданићи су једно од 10 насеља која чине мјесну заједницу Надинићи. Меданићи са још 20-ак села и дијелом града чине другу Гатачку парохију. На самој граници Меданића и Срђевића смјештен је локалитет Орље на којем се налази, још до краја неистражена, некропола са неколико вишевјековних стећака.
Овде је 18. јула 2015. освећен нови храм посвећен Светом Петру Цетињском.

## Меданићи
Некад се говорило да су Меданићи најљепше село у општини Гацко, идеални за развој пољопривреде и сточарства. Јефто Дедијер у дјелу Херцеговина је писао да је меданићка стока најбоља. Томе је погодовала близина планине Бјеласнице са западне стране села, Гатачког поља са источне стране и неколика врела подно Меданића у западној страни поља од којих су најпознатији Рашњак, Меданићки студенац и Парењак, те Будош непосредно испод планине Бјеласнице. Некада се пјевало: „Меданићи изнад врéла, ниђе нема љепшег села“. Јевто Дедијер још наводи да је село добило име по меду, и да је „у Меданићима мед најбољи“. Раније готово да није било домаћинства без бар неколико кошница пчела. Данас се само ријетки у селу баве пчеларством.

## Економија, географија
Развојем индустријализације и изградњом Р и ТЕ Гацко, који је само пар километара удаљен од села, смањује се узгој стоке у великом броју, али се локално становништво и даље бави сточарством, највише говедарством и овчарством. Воћарством и повртларством се становништво бави само у обиму довољном за задовољење властитих потреба.
Бјеласница се данас користи за испашу стоке, а некада су ту поједине породице имале катуне и козарице. Близина планине погодује локалном становништву за рекреативно бављење ловом.
У близини Меданића, у планини Бјеласници, налази се неколицина пећина и јама. Најпознатија пећина је Орловина, пар километара западно од центра села. Од јама најпознатија је јама Млин, пар километара југозападно од Меданића на самој обали ријеке Мушнице гдје се некада налазио млин за мљевење жита који се покретао снагом ријеке Мушнице, која је ту понирала једним дијелом. Меданићи су сњегопадно село па су чести случајеви да у зимском периоду висина сњежног прекривача буде већа од један метар, а некада чак већа и од два метра. Меданићи су село са великим, можда и највећим бројем факултетски образованих људи по глави становника у општини Гацко.

## Становништво
Меданићи имају око 70 становника. Сви становници овог мјеста су Срби. Породице старосједиоци које и данас овдје имају домове су: Пушара, Вуловић, Грчић, Милићевић, Рамбат и Милошевић. Остале породице су се почеле насељавати почетком развоја индустрализације седамдесетих година прошлог вијека.

### Миграција становништва
И у овом, као и у већини гатачких села је наглашен проблем миграција, поготово у периоду послије Другог свјетског рата. Одавде су се становници селили у све крајеве бивше Југославије, па све до Америке, а са друге стране било је досељавања у сјеверни дио Меданића.
| Демографија | Демографија | Демографија |
| Година      | Становника  | Становника  |
| ----------- | ----------- | ----------- |
| 1961.       | 133         |             |
| 1971.       | 97          |             |
| 1981.       | 69          |             |
| 1991.       | 71          |             |
| 2013.       | 67          |             |